# Cuevas de Provanco
Cuevas de Provanco ist ein Ort und eine nordspanische Gemeinde (municipio) mit 132 Einwohnern (Stand: 2024) in der Provinz Segovia in der Autonomen Gemeinschaft Kastilien-León. 1989 wurde die Gemeinde aus der Nachbargemeinde Sacramenia herausgelöst.

## Lage und Klima
Die Gemeinde Cuevas de Provanco liegt etwa 63 km (Fahrtstrecke) nordnordöstlich von Segovia in einer mittleren Höhe von ca. 890 m. Das Klima ist im Winter rau, im Sommer dagegen gemäßigt bis warm; Regen (ca. 499 mm/Jahr) fällt übers Jahr verteilt.

## Bevölkerungsentwicklung
| Jahr      | 1970 | 1981 | 1991 | 2001 | 2011 | 2021 |
| Einwohner | 106  | 87   | 254  | 204  | 152  | 127  |

## Sehenswürdigkeiten
- Reste der Burganlage

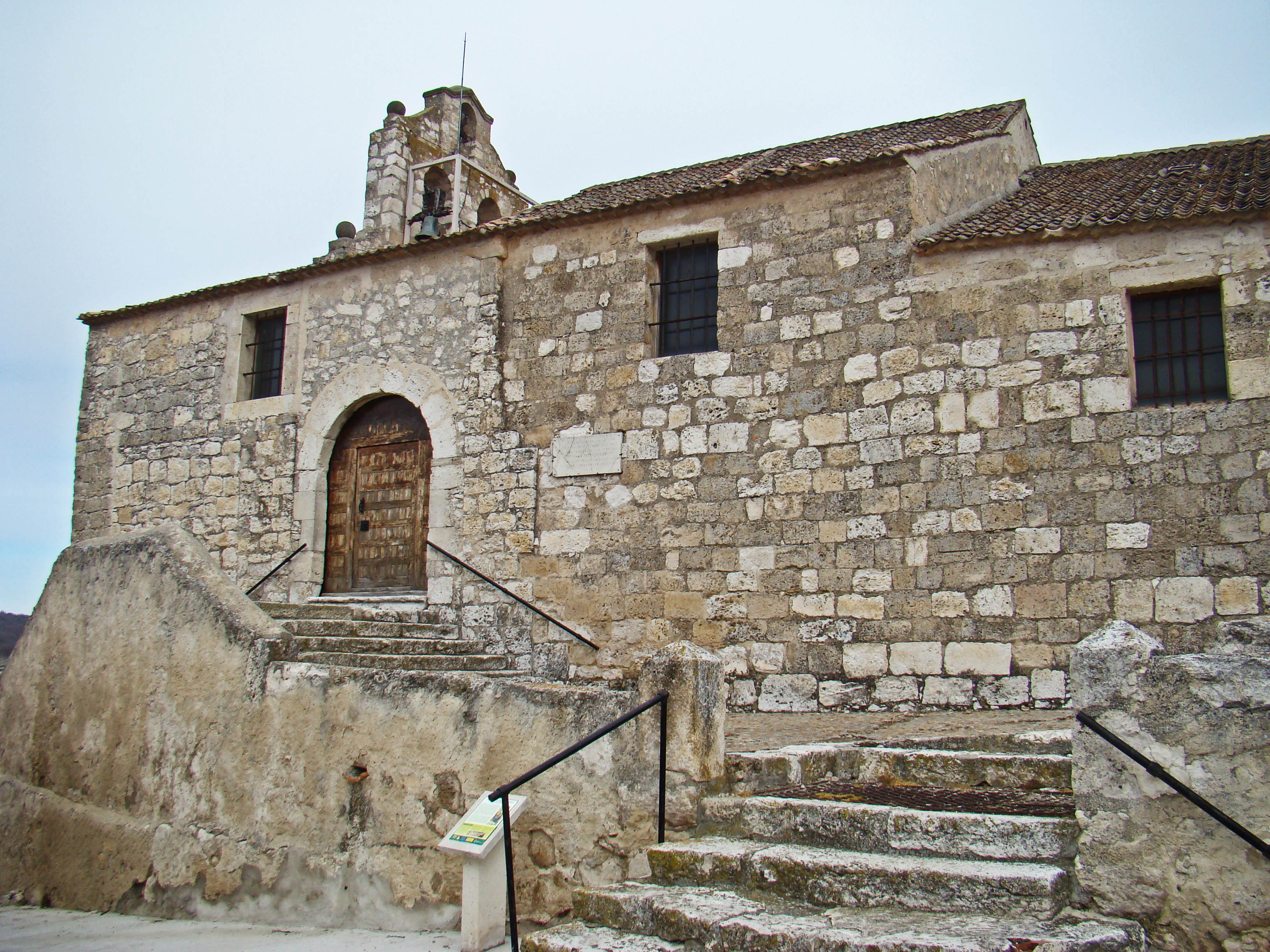
Kreuzauffindungskirche

- Kreuzauffindungskirche